# موریس سنداک
موریس سنداک ‏(به انگلیسی: Maurice Bernard Sendak)‏ (۱۰ ژوئن ۱۹۲۸ – ۸ مه ۲۰۱۲) نویسنده آمریکایی و تصویرگر ادبیات کودکان بود. عمده شهرت او به خاطر نوشتن کتاب جایی که وحشی‌ها هستند بود. این کتاب پرفروش کودکان در ایران به نام سفر به سرزمین وحشی‌ها ترجمه شده‌است.

## زندگی‌نامه
موریس سنداک در سال ۱۹۲۸ در بروکلین و در خانواده‌ای یهودی لهستانی زاده و بزرگ شد. سنداک سبک هنرمندانه و بی‌پرده خود را نتیجه هولوکاست و رویدادهای جنگ جهانی دوم می‌دانست. سنداک در بامداد ۸ مه ۲۰۱۲ در اثر عوارض سکته در سن ۸۳ سالگی درگذشت.

## حرفه
موریس سنداک در عمر حرفه‌ای‌اش حدود ۱۷ عنوان کتاب در حوزه ادبیات کودک و نوجوان را نوشت و تصویرگری کرد. او که تصویرگر قدرتمندی هم بود، تصویرگری حدود ۸۰ کتاب از آثار دیگر نویسندگان را نیز انجام داد.
معروف‌ترین کتاب سنداک، جایی که وحشی‌ها هستند نام دارد که به عنوان اثر کلاسیک کودکان در آمریکا شناخته می‌شود. از این کتاب تاکنون ۱۹ میلیون نسخه در جهان به فروش رفته‌است. چند اقتباس از این کتاب شده که یکی از آن‌ها فیلم سینمایی به همین نام ساخته اسپایک جونز (۲۰۰۹) است. آخرین کتاب مصور او با نام Bumble-Ardy در سال ۲۰۱۱ منتشر شد.
این هنرمند همچنین افزون بر طراحی لباس برای باله و اپرا، تهیه‌کنندگی چندین سریال انیمیشن تلویزیونی را که بر پایه تصاویر خودش ساخته شده بودند بر عهده داشت.

## گزیده آثار
- پنجره کنی (۱۹۵۶)
- خیلی دور (۱۹۵۷)
- نشانی بر درگاه رزی (۱۹۶۰)
- کتابخانه پوست آجیل (۱۹۶۲)
- جایی که وحشی‌ها هستند (۱۹۶۳)
- در آشپزخانه شب (۱۹۷۰)
- هفت هیولای کوچک (۱۹۷۷)
- آنجا، آن بیرون (۱۹۸۱)
- قطعه‌های خیالی (۱۹۸۱)

## جایزه‌ها
- نشان کالدکوت: برای بهترین کتاب کودک به جایی که موجودات وحشی هستند (۱۹۶۴)
- جایزه هانس کریستین آندرسن: به خاطر تصویرسازی‌های کتاب کودکان (۱۹۷۰)
- جایزه آسترید لیندگرن: (مشترکاً در سال ۲۰۰۳)
- نشان ملی هنر آمریکا: به خاطر گستردگی آثار و فعالیت‌ها (۱۹۹۶)

## منابع و پانویس

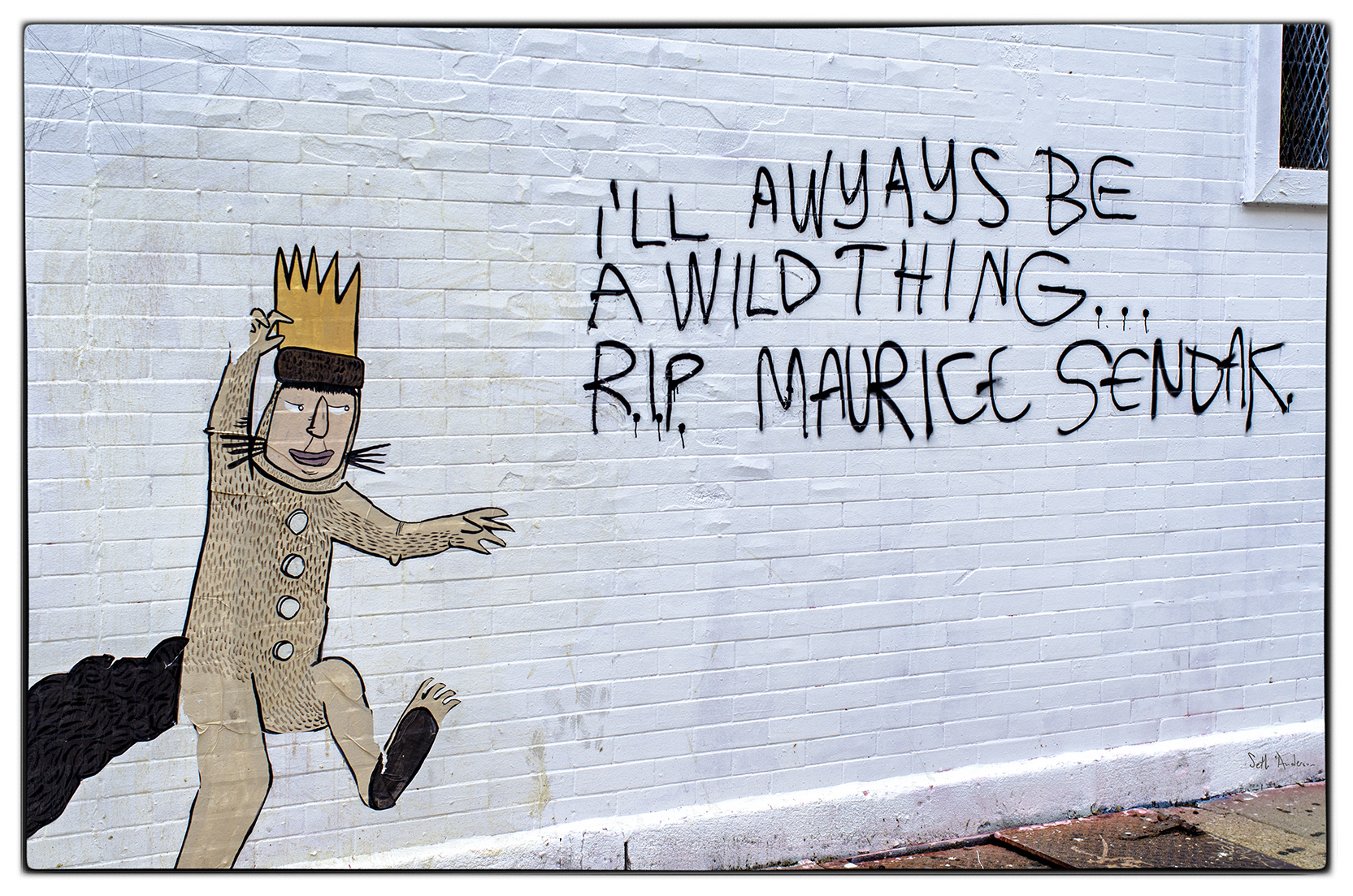
موریس سنداک